# Aristágoras
Aristágoras (em grego:  Αρισταγόρας ο Μιλήσιος) foi o líder de Mileto no final do século VI a.C. e início do século V a.C.

## Informações iniciais
Aristágoras serviu como vice-governador de Mileto, uma pólis na costa ocidental da Anatólia por volta de 500 a.C. Era filho de Molpágoras, genro e primo de Histeu, a quem os persas haviam nomeado para ser o tirano de Mileto. Aristágoras governou Mileto durante o tempo em que Histeu esteve na companhia do xá aquemênida Dario I, em Susa.  Aristágoras foi o principal articulador da Revolta Jônica, quando as poleis gregas da Jônia, na costa leste do Mar Egeu se uniram para se rebelar contra o governo do Império Persa.

## Naxos
Alguns dos mais ricos cidadãos de Naxos, exilados pelo povo, retiraram-se para Mileto em busca de refúgio. Pediram para Aristágoras abastecê-los com soldados, a fim de que pudessem recuperar o controle de sua terra natal. Aristágoras tinha esperança de ao fornecer as tropas, fosse se tornar governante de Naxos, e fez então um acordo com os líderes náxios. Alegou que não tinha homens o bastante, mas que Artafernes, irmão de Dario, e sátrapa persa na Lídia, que comandava um grande exército e a marinha na costa da Ásia, pudesse ajudar a fornecer os soldados. Os exilados de Naxos consentiram que Aristágoras fizesse as negociações com Artafernes e lhe deram dinheiro. E assim Aristágoras foi até Sárdis, pediu para Artafernes atacar Naxos e trazer de volta os exilados com a certeza de que Artafernes ficaria depois no controle do território. Contou que "se a ilha de Naxos não possuía grande extensão, era pelo menos fértil, de clima agradável e rica em prata e em escravos, estando situada nas vizinhanças da Jônia". Aristágoras prometeu que além de financiar a expedição, daria a Artafernes uma quantia em dinheiro. Encorajou também Artafernes acrescentando que a captura da ilha colocaria outras poleis das Cíclades sob seu controle, o que poderia servir de base para atacar a Eubeia. Artafernes concordou e prometeu enviar duzentos trirremes. Na primavera seguinte, Aristágoras e os exilados náxios navegaram com a frota. Infelizmente para a invasão, Aristágoras discutiu com o almirante Megábates, que se sentindo humilhado, mandou advertir os náxios do perigo que os ameaçava. Com isso, Naxos teve tempo suficiente para se preparar para um cerco. Quatro meses depois, o cerco ainda permanecia, os persas estavam sem suprimentos, e restavam poucas provisões. A expedição fracassou, e eles navegaram de volta para casa.

## Revolta Jônica
Após seu fracasso em Naxos, a posição política de Aristágoras ficou abalada. Em uma tentativa para se livrar da represália da Pérsia, começou a planejar uma revolta com a população de Mileto e de outras localidades da Jônia. Enquanto isso, Histeu, ainda retido em Sárdis, tatuou uma mensagem na cabeça raspada de um escravo. Quando o seu cabelo cresceu novamente, ele o enviou para Aristágoras. A mensagem incentivava Aristágoras a iniciar a revolta. Histeu, ansioso para ver Mileto novamente, esperava que Dario o enviasse para lidar com uma revolta em Mileto. Aristágoras, que já havia proposto a revolta, conversou com um conselho de seus partidários, que concordaram com uma rebelião em Mileto em 499 a.C. Aristágoras tinha o apoio da maioria dos cidadãos, com exceção do historiador Hecateu. Enviou homens para Miunte, por mar, para tentar aprisionar os comandantes da frota persa, que se achava naquele porto desde seu regresso de Naxos. Uma vez que sua rebelião teve início, Aristágoras "revoltou-se abertamente contra Dario, causando-lhe os maiores danos e trazendo-lhe grandes dificuldades". Para ganhar apoio, depôs os déspotas das outras cidades-Estados jônicas, e alegou que iria também acabar com sua tirania, para permitir a criação de um governo popular. Aristágoras ordenou que todas as cidades-Estados criassem um conselho de generais para governar, dando início assim à Revolta Jônica. Depois, partiu para Lacedemônia em busca de um aliado.

## Assistência de Esparta
Aristágoras apelou para o rei espartano, Cleômenes I, solicitando ajuda para se libertar do jugo persa. Elogiou a qualidade dos guerreiros espartanos, e argumentou que uma invasão preventiva da Pérsia facilitaria a conquista desse objetivo. Alegou que os persas seriam facilmente derrotados, uma vez que "combatem com trajes que dificultam seus movimentos, e conservam a tiara na cabeça", um claro sinal de que não eram bons guerreiros. Incentivou-o também falando sobre as riquezas persas. Cleômenes pediu para que Aristágoras esperasse três dias por uma resposta. Quando voltaram a se encontrar, Cleômenes perguntou quanto tempo levaria de viagem marítima para chegar até Susa, e ao ser informado de que seria uma viagem de aproximadamente três meses de duração, resolutamente se recusou a fornecer assistência de Esparta, dizendo que não enviaria suas tropas para tão longe. Na época, Esparta se preocupava com um possível ataque de Argos. O historiador grego Heródoto afirmou que Aristágoras tinha a intenção de subornar Cleômenes, até que a jovem filha do rei gritou: “Fugi, meu pai, fugi; este estrangeiro está querendo corromper-vos”. Aristágoras viu-se obrigado a deixar Esparta, e mais outra tentativa havia fracassado.

## Incêndio de Sárdis
Aristágoras seguiu para Atenas, onde fez um discurso convincente na assembleia do povo, e como tinha necessidade premente do auxílio dos atenienses, não houve promessa que não lhes fizesse. Conseguiu, finalmente, persuadi-los, e o povo de Atenas, aceitando as razões de Aristágoras, resolveu enviar vinte navios em socorro dos jônios. Aristágoras partiu antes deles, com a única intenção de causar dificuldades a Dario. Os atenienses chegaram em Mileto com vinte navios e cinco trirremes que pertenciam aos erétrios. Quando todos os seus aliados chegaram, Aristágoras colocou seu irmão Caropino para comandar a expedição, e todo o contingente se dirigiu para Sárdis, a capital persa na Jônia. Utilizando Éfeso como sua base, o exército por terra seguiu para Sárdis. Não encontrando resistência, apoderaram-se da cidade, com exceção da cidadela, defendida pelo sátrapa Artafernes com uma forte guarnição. Os jônios incendiaram a cidade, queimando acidentalmente o templo da deusa lídia Cibele, incidente que os persas mais tarde usaram como desculpa para a queima de templos gregos. Os jônios recuaram para o monte Tmolo quando os reforços persas começaram a chegar. Os reforços perseguiram os jônios, os atacaram perto de Éfeso e os derrotaram.
Depois desta batalha, os atenienses se recusaram a continuar lutando na Revolta Jônica e retornaram para Atenas. Entretanto, por causa de sua participação nesta batalha, o rei persa, Dario, jurou vingança contra Atenas e mandou um servo repetir três vezes, sempre que lhe servisse o jantar: “Senhor, lembrai-vos dos Atenienses”.
Após o incêndio de Sárdis, os jônios continuaram em sua campanha; apoderaram-se de Bizâncio e de todas as cidades vizinhas, dirigindo-se, em seguida, à Cária, obtendo a aliança da maioria dos seus habitantes. Quase todos os cíprios, num movimento unânime e espontâneo, também se rebelaram contra os persas. Onésilo, irmão mais novo de Górgus, rei de Salamina, tentou convencer seu irmão a se rebelar contra os persas e participar da Revolta Jônica. Não conseguindo convencê-lo, esperou o momento em que o rei se ausentou de Salamina, para fechar-lhe as portas com o auxílio de seus partidários. Górgus retirou-se para junto dos medos, enquanto Onésilo assumiu o governo e convenceu os cipriotas a aderirem à revolta, exceto os de Amatunte, que não quiseram dar-lhe ouvidos.

## Amigos ou inimigos?
Durante a Batalha de Sárdis, Dario manteve o cargo de Histeu de Mileto de conselheiro real. Quando questionado sobre as ações de Aristágoras, seu vice-governador, Histeu alegou não ter qualquer conhecimento prévio de seus planos e jurou pôr fim à rebelião, caso Dario lhe permitisse voltar à Jônia. Dario consentiu e Histeu, a quem Heródoto alegou não ter a intenção de pôr fim à rebelião, voltou para a Jônia a fim de ajudar Aristágoras.
Muitos estudiosos frequentemente assumem que Aristágoras e Histeu trabalharam fielmente juntos como coautores na guerra contra os persas. Outros estudiosos, como P. B. Manville, sugerem que, enquanto lutavam contra os persas, Histeu e Aristágoras também brigaram entre si pelo controle de Mileto e poderiam ser mais bem descritos como rivais ou até mesmo inimigos. Enquanto Histeu esteve afastado servindo a Dario, Aristágoras atuou em seu lugar como vice-governador de Mileto, onde, argumenta-se, trabalhou para garantir seu próprio poder. A primeira indicação disso foi sua expedição a Naxos. Ele não pediu permissão a Histeu e, em vez de recorrer a sua ajuda, Aristágoras foi procurar Artafernes, que tinha muito ciúmes de Histeu. Quando a expedição fracassou, Histeu enviou seu escravo tatuado até Aristágoras, não como um incentivo para a revolta, mas como um ultimato. Histeu ordenou que Aristágoras desistisse de seu governo ou sofresse as consequências. No entanto, neste momento Histeu ainda estava em Susa e, apesar de sua ameaça, não seria capaz de fazer qualquer coisa caso Aristágoras se revoltasse. Aristágoras percebeu que esta seria sua última chance de ganhar o poder e rebelou-se apesar da ameaça de Histeu. Quando Aristágoras fingiu desistir de seu poder, já que todos os outros tiranos jônios foram depostos, ocorreu também a deposição de Histeu. Histeu em seguida, tentou formar uma aliança com Artafernes para depor este usurpador e recuperar seu poder em sua terra natal. Artafernes, embora estivesse no momento em guerra aberta contra Aristágoras, recusou, porém, logo depois Aristágoras foi morto na Trácia.

## Consequências
Embora a revolta tenha começado bem para os jônios, a maré logo virou a favor dos persas. Depois de apenas um ano, os cipriotas foram mais uma vez forçados a se submeter à Pérsia. As cidades ao redor do Helesponto caíram uma após a outra perante as tropas de Daurises, genro do rei Dario. As forças da Cária lutaram contra os persas no rio Meandro e foram derrotadas com grandes baixas. Aristágoras viu sua grande rebelião se despedaçar a sua volta e procurou uma maneira de escapar da fúria de Dario. Após convocar uma reunião com seus partidários, Aristágoras decidiu que o melhor lugar para se esconder seria em Mircina. Confiou Mileto a Pitágoras, homem de grande influência e filho do lugar, e, reunindo todos os que se dispuseram a acompanhá-lo, velejou para a Trácia, apoderando-se do país que tinha em vista ao deixar Mileto. Pouco depois, tendo ido tentar o cerco de uma praça forte, ali pereceu com todo o seu exército, nas mãos dos trácios que a defendiam.
Concluindo, Aristágoras teve muitas tentativas fracassadas. Falhou na conquista e controle da cidade de Naxos. Não conseguiu convencer Esparta para se juntar a ele na revolta jônica. Foi também incapaz de liderar uma rebelião bem sucedida contra os persas. Porém, essas tentativas fracassadas ainda tiveram consequências duradouras. A ira de Dario e o desejo de vingança contra os atenienses por sua participação na revolta foi uma causa que contribuiu para as Guerras Médicas.

## Heródoto como fonte
Grande parte das informações sobre Aristágoras e de suas ações é baseada nos escritos do antigo historiador Heródoto. Embora Heródoto, em muitos aspectos, represente alguns dos melhores da historiografia antiga, no entanto, alguns estudiosos têm sido cada vez mais críticos no que diz respeito ao seu valor como fonte histórica, especialmente em relação à Revolta Jônica. Como observa Mabel Lang, um dos problemas com a descoberta da veracidade histórica no relato de Heródoto é "que o fracasso da revolta não só deu destaque a cada aspecto e evento que explicaria, justificaria ou anteciparia os resultados desastrosos, mas também lança na sombra quaisquer intenções que mereciam um destino melhor e todos os sucessos temporários durante o curso da guerra." Além disso, Oswyn Murray argumenta que grande parte da discussão da Revolta por parte de Heródoto é dependente da tradição oral jônica, que seja talvez suspeita, devido a sua derrota. Como prova dessa insegurança, Murray afirma que a revolta jônica não foi motivada por desejos de acabar com a tirania, como Heródoto sugere, mas sim que foi motivada pelas consequências econômicas da expansão persa. Apesar destas limitações potenciais, alguns estudiosos recentes tentaram reabilitar Heródoto como fonte para obter informações sobre a Revolta Jônica. Pericles Georges em particular, tentou contestar as afirmações de Murray, argumentando que não apenas a expansão persa trouxe prosperidade econômica para os jônios, e que o relato da política jônica feita por Heródoto é consistente com outras fontes contemporâneas.